# 羽後四ツ屋駅
羽後四ツ屋駅（うごよつやえき）は、秋田県大仙市四ツ屋字前田にある、東日本旅客鉄道（JR東日本）田沢湖線の駅である。

## 歴史

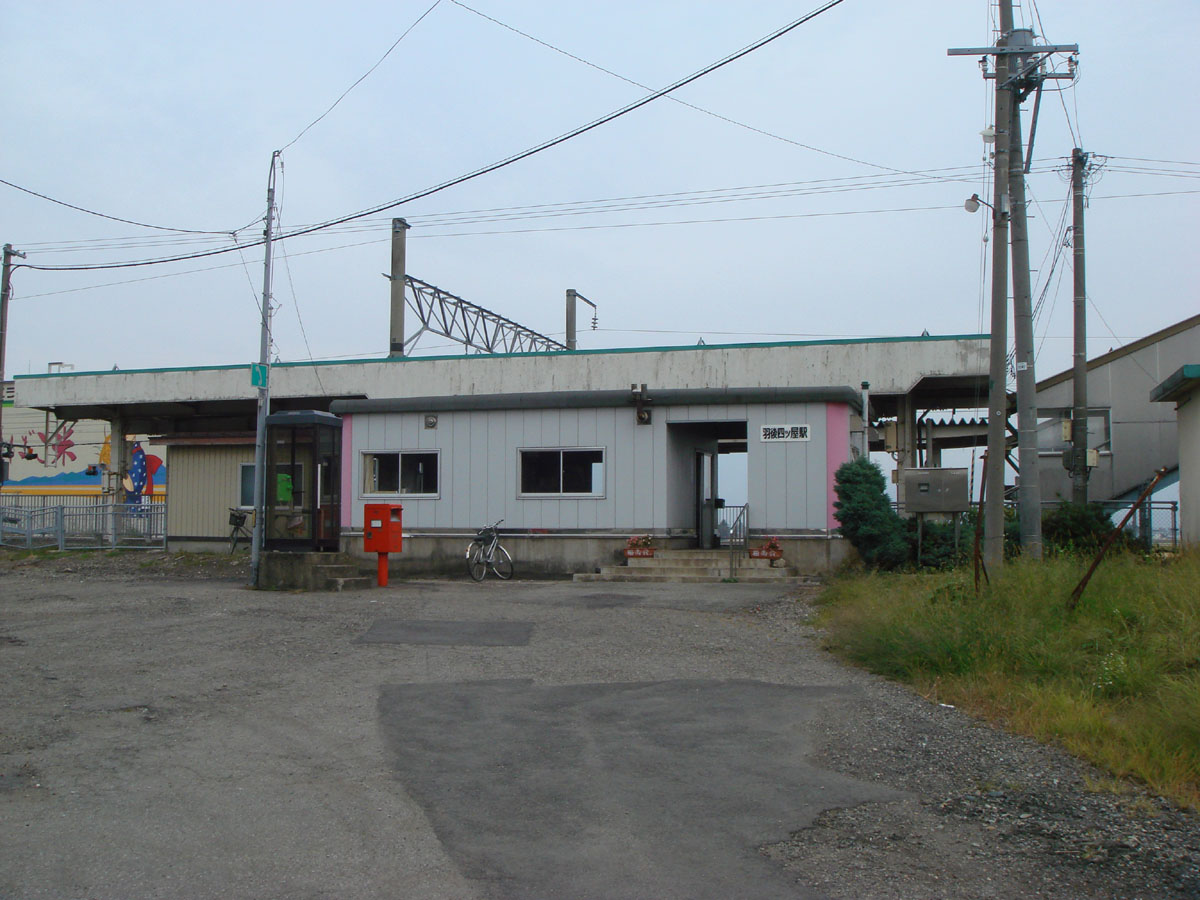
旧駅舎（2006年10月）

- 1921年（大正10年）7月30日：鉄道省（のちに日本国有鉄道）生保内軽便線の駅として開業[2]。
- 1922年（大正11年）9月2日：路線名改称に伴い、生保内線の駅となる[3]。
- 1966年（昭和41年）10月20日：路線改編に伴い、田沢湖線の駅となる。
- 1981年（昭和56年）12月25日：荷物の扱いを廃止[4]。無人化[5][6]。
- 1982年（昭和57年）4月：簡易委託化[6]。このころ、海上コンテナを改造した駅舎に改築される[7]。
- 1987年（昭和62年）4月1日：国鉄分割民営化により、東日本旅客鉄道（JR東日本）の駅となる[2]。
- 2007年（平成19年）4月1日：再び無人化。
- 2024年（令和6年）10月1日：えきねっとQチケのサービスを開始[1][8]。

## 駅構造
相対式ホーム2面2線を有する地上駅である。互いのホームは跨線橋で連絡している。簡易な駅舎を備えている。
大曲駅管理の無人駅である。

### のりば
| 番線 | 路線      | 方向 | 行先             |
| ---- | --------- | ---- | ---------------- |
| 1    | ■田沢湖線 | 上り | 角館・田沢湖方面 |
| 1・2 | ■田沢湖線 | 下り | 大曲方面         |

- 2番線を主本線とした一線スルーとなっており、秋田新幹線の列車は行き違いがない限り2番線を通過する。一方、普通列車は駅舎側の1番線を優先して使用し、2番線は一部列車のみ使用する。

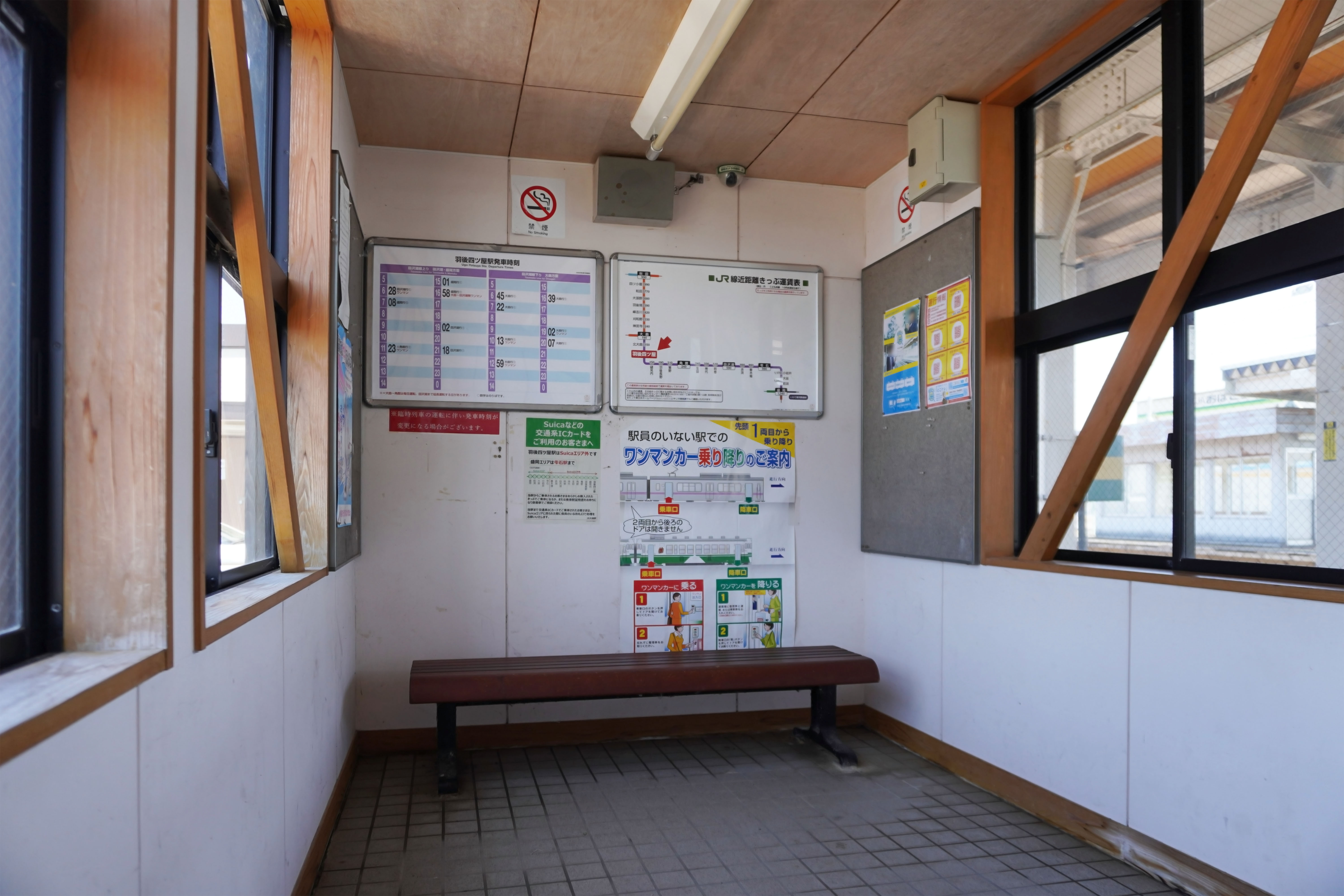
待合室（2024年5月）
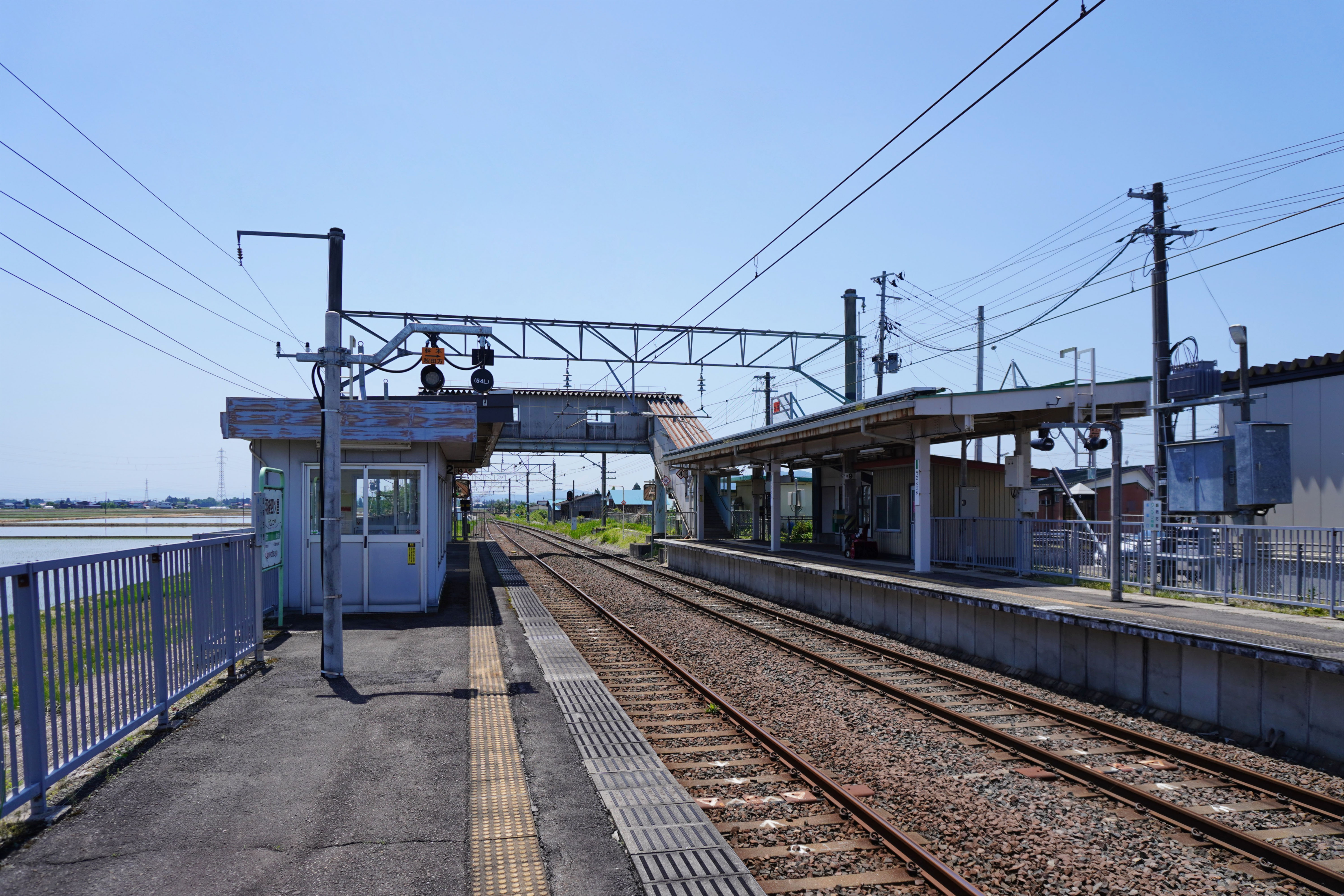
ホーム（2024年5月）

## 利用状況
JR東日本によると、2000年度（平成12年度）- 2005年度（平成17年度）の1日平均乗車人員の推移は以下のとおりであった。
| 乗車人員推移       | 乗車人員推移     | 乗車人員推移   |
| 年度               | 1日平均 乗車人員 | 出典           |
| ------------------ | ---------------- | -------------- |
| 2000年（平成12年） | 42               | [ 利用客数 1 ] |
| 2001年（平成13年） | 35               | [ 利用客数 2 ] |
| 2002年（平成14年） | 29               | [ 利用客数 3 ] |
| 2003年（平成15年） | 29               | [ 利用客数 4 ] |
| 2004年（平成16年） | 29               | [ 利用客数 5 ] |
| 2005年（平成17年） | 26               | [ 利用客数 6 ] |

## 駅周辺

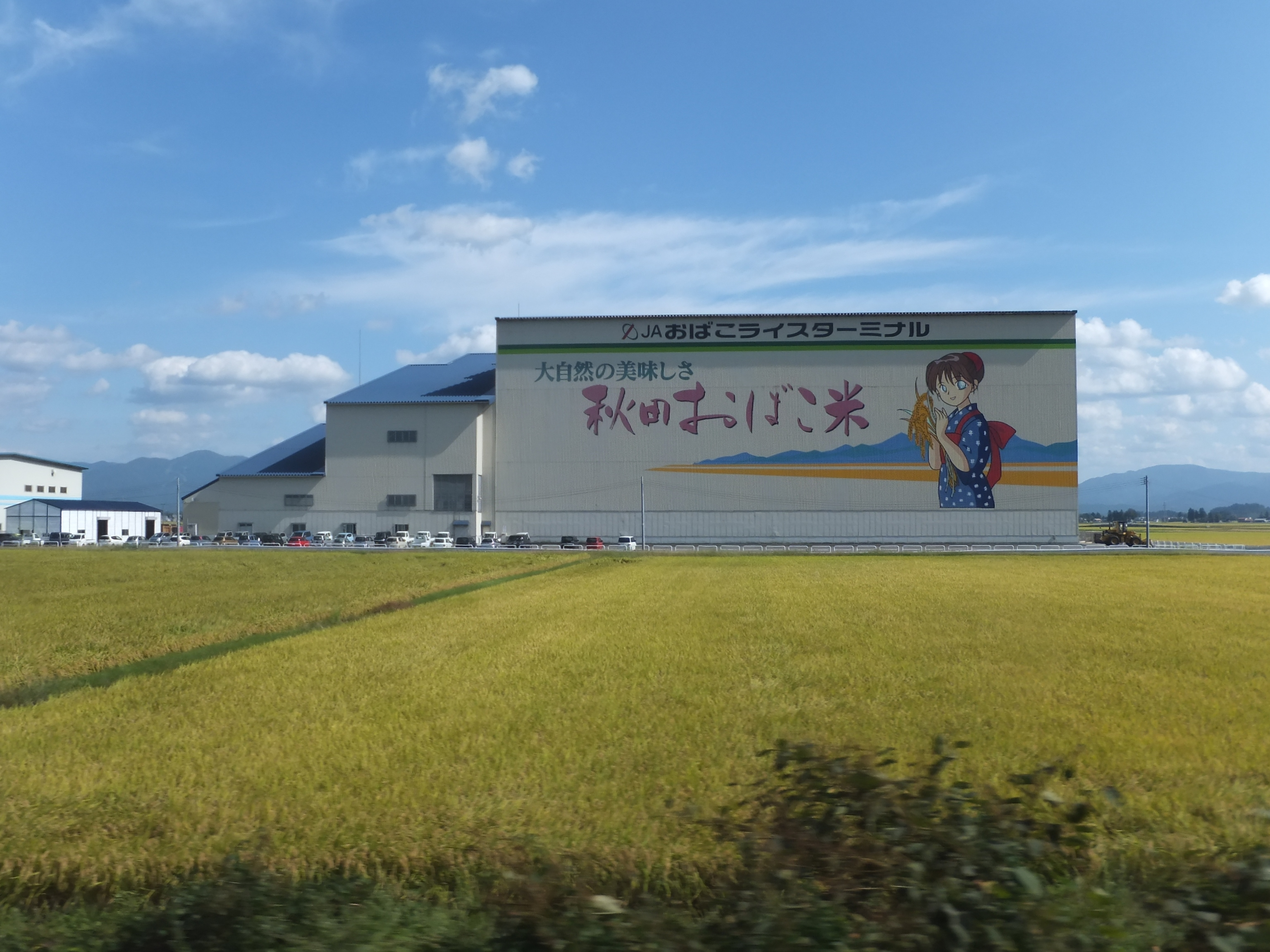
JA秋田おばこライスターミナル

- 秋田県道261号国見大曲線
- 国道105号
- 四ツ屋郵便局
- JA秋田おばこライスターミナル

## 隣の駅
東日本旅客鉄道（JR東日本）
■田沢湖線
鑓見内駅 - 羽後四ツ屋駅 - 北大曲駅

### 記事本文
1. 1 2 3 4 5  「駅の情報（羽後四ツ屋駅）：JR東日本」東日本旅客鉄道。2024年8月29日時点のオリジナルよりアーカイブ。2024年9月1日閲覧。
2. 1 2 3  石野哲 編『停車場変遷大事典 国鉄・JR編 Ⅱ』（初版）JTB、1998年10月1日、497頁。ISBN 978-4-533-02980-6。
3. ↑  『羽後四ツ屋駅』 - 国立国会図書館デジタルコレクション
4. ↑  「日本国有鉄道公示第124号」『官報』1981年12月25日。
5. ↑  「「通報」● 田沢湖線神代駅ほか2駅の駅員無配置について（旅客局）」『鉄道公報』日本国有鉄道総裁室文書課、1981年12月25日、2頁。
6. 1 2  「無人化された羽後四ツ屋駅 “駅長”引き受けます」『秋田魁新報』秋田魁新報社、1982年4月16日、夕刊、4面。
7. ↑  「カプセル駅舎はいかが・・・ 利用者の評判も上々 完成まで1週間 海上コンテナ改良」『交通新聞』交通協力会、1982年12月11日、2面。
8. ↑  「Suicaエリア外もチケットレスで! 東北エリアから「えきねっとQチケ」がはじまります (PDF)」（プレスリリース）、東日本旅客鉄道、2024年7月11日。2024年8月11日閲覧。
9. 1 2  「JR東日本：駅構内図・バリアフリー情報（羽後四ツ屋駅）」東日本旅客鉄道。2024年6月5日閲覧。

### 利用状況
1. ↑  「JR東日本：各駅の乗車人員（2000年度）」東日本旅客鉄道。2025年7月17日閲覧。
2. ↑  「JR東日本：各駅の乗車人員（2001年度）」東日本旅客鉄道。2025年7月17日閲覧。
3. ↑  「JR東日本：各駅の乗車人員（2002年度）」東日本旅客鉄道。2025年7月17日閲覧。
4. ↑  「JR東日本：各駅の乗車人員（2003年度）」東日本旅客鉄道。2025年7月17日閲覧。
5. ↑  「JR東日本：各駅の乗車人員（2004年度）」東日本旅客鉄道。2025年7月17日閲覧。
6. ↑  「JR東日本：各駅の乗車人員（2005年度）」東日本旅客鉄道。2025年7月17日閲覧。